# Dosi diària definida
La dosi diària definida (DDD) és un terme usat en farmacologia que expressa la quantitat mitjana administrada diàriament d'un determinat principi actiu, expressada en unitats de massa, en la seva indicació clínica principal en adults, prèviament determinada.
La DDD fou adoptada com a unitat de mesura per l'Anatomical Therapeutic Chemical Classification de l'Organització Mundial de la Salut en la seva Classificació ATC dels medicaments. Aquest sistema assigna un codi a cada principi actiu (o associació de principis actius) i estableix un valor de DDD per a cada un, cosa que permet mesurar el consum dels diferents medicaments d'una manera racional i realitzar comparacions entre diferents àmbits.
La utilització de l'indicador "cost dividit pel número de DDD" en gestió clínica permet detectar diferències en l'eficiència pel que fa a la selecció dels medicaments. Permet conèixer l'efecte de desplaçament extern, entre principis actius sotmesos a preu de referència i principis actius no sotmesos a preus de referència, però també l'efecte de desplaçament intern entre els mateixos principis actius sotmesos a preus de referència, tenint en compte sempre la possible diferència en l'eficiència dels principis actius sotmesos a preu de referència dins de cada grup farmacològic.